# Hylodesmum
Hylodesmum  H.Ohashi & R.R.Mill, 2000 è un genere di piante della famiglia delle Fabacee (o Leguminose).

## Tassonomia
Comprende le seguenti specie:
- Hylodesmum densum (C.Chen & X.J.Cui) H.Ohashi & R.R.Mill
- Hylodesmum duclouxii (Pamp.) Y.F.Deng
- Hylodesmum glutinosum (Muhl. ex Willd.) H.Ohashi & R.R.Mill
- Hylodesmum lancangense (Y.Y.Qian) X.Y.Zhu & H.Ohashi
- Hylodesmum laterale (Schindl.) H.Ohashi & R.R.Mill
- Hylodesmum laxum (DC.) H.Ohashi & R.R.Mill
- Hylodesmum leptopus (A.Gray ex Benth.) H.Ohashi & R.R.Mill
- Hylodesmum longipes (Franch.) H.Ohashi & R.R.Mill
- Hylodesmum menglaense (C.Chen & X.J.Cui) H.Ohashi & R.R.Mill
- Hylodesmum nudiflorum (L.) H.Ohashi & R.R.Mill
- Hylodesmum oldhamii (Oliv.) H.Ohashi & R.R.Mill
- Hylodesmum pauciflorum (Nutt.) H.Ohashi & R.R.Mill
- Hylodesmum podocarpum (DC.) H.Ohashi & R.R.Mill
- Hylodesmum repandum (Vahl) H.Ohashi & R.R.Mill
- Hylodesmum taiwanianum S.S.Ying
- Hylodesmum williamsii (H.Ohashi) H.Ohashi & R.R.Mill